# Зоран Талић (политичар)
Зоран Талић (Бања Лука, СФРЈ, 30. јануар 1983) српски је политичар, дипломирани правник и бивши предсједник Скупштине града Бања Лука.
У три мандата заредом биран је за одборника у локалном парламенту, као кандидат Партије демократског прогреса (ПДП) коју је напустио у фебруару 2017. године. Недуго након напуштања ПДП-а, заједно са групом бивших чланова бањалучког градског одбора ове партије основао је Политички грађански фронт (ПОЛИГРАФ). Изабран је за предсједника ПОЛИГРАФ-а, али са овом партијом није имао успјеха на изборима 2020. године, јер није прешла цензус.

## Биографија
Основну школу и гимназију завршио је у Бањој Луци, гдје је и дипломирао на Факултету правних наука приватног универзитета Апеирон. Радио је у Фонду ПИО Републике Српске до 2013. године, након чега је започео ангажман на позицији прокуристе у консултантском предузећу „Интервент“, гдје је сарађивао са домаћим и страним привредницима.
Политиком је почео да се бави 2001. године учланивши се у Партију демократског прогреса, у којој је биран на бројне важне функције, међу којима су предсједник Градског одбора ПДП-а Бања Лука, предсједник Савјета младих ПДП-а, директор Политичке академије ПДП-а, члан Главног одбора ПДП-а, предсједник Регионалног одбора изборне јединице 3 итд.
Више пута је био кандидат за одборника у Скупштини града Бања Лука, као и кандидат за посланика у Народној скупштини Републике Српске. По први пут за одборника је изабран на Локалним изборима 2008., када га је подржало 797 грађана Бање Луке. Четири године касније у градски парламент избаран је са 1.043 гласа, а на Локалним изборима 2016. добио је 2.264 гласа.
Незадовољан радом руководства ПДП-а на челу са новоизабраним предсједником партије Браниславом Бореновићем, у фебруару 2017. године обавијестио је јавност о напуштању ПДП-а и постао самостални одборник у Скупштини града Бања Лука. ПДП је тада напустила и одборница Татјана Чичић-Оџаковић, а ускоро су то урадили још неки чланови Градског одбора ПДП-а Бања Лука.
У априлу 2017. заједно са групом сарадника окупљених око идеје грађанског активизма у Бањалуци покренуо је иницијативу за оснивање удружења под називом Политички грађански фронт.
За предсједника Скупштине града Бања Лука изабран је у јулу 2017. године.
За одборника се поново кандидовао на изборима 2020. године на листи Политичког грађанског фронта, али без успјеха пошто ова партија није прешла цензус.